# Bławatniczek
Bławatniczek (Calyptura cristata) – gatunek małego ptaka z rodziny szerokodziobków (Platyrinchidae), bywa umieszczany w innych rodzinach – status niepewny. Występuje endemicznie w południowo-wschodniej Brazylii. Krytycznie zagrożony wyginięciem.

## Taksonomia
Po raz pierwszy gatunek opisał Louis Jean Pierre Vieillot w 1818, przydzielając mu nazwę gatunkową Pardalotus cristatus. Opis ukazał się w 24. tomie Nouveau dictionnaire d'histoire naturelle. Holotyp pochodził ze stanu São Paulo (Brazylia). Status taksonomiczny gatunku jest niepewny, niegdyś określany jako incertae sedis; jest to monotypowy przedstawiciel rodzaju Calyptura. Międzynarodowy Komitet Ornitologiczny umieszcza bławatniczka w rodzinie tyrankowatych; autorzy Cotingas and Manakins oraz Handbook of the Birds of the World umieszczają bławatniczka w rodzinie bławatnikowatych, zaś autorzy The Howard and Moore Complete Checklist of the Birds of the World uznali go za przedstawiciela szerokodziobków.
Nazwa rodzajowa Calyptura pochodzi z greki od słów kalupto – przykrywać – i oura – ogon. Nazwa gatunkowa cristata pochodzi z łaciny, gdzie cristatus oznacza „czubaty”.

## Morfologia
Długość ciała wynosi 7,5 do 8 cm. Z tego dziób mierzy u samca 5–5,5 mm, u samicy 8,97–9,41 mm. Skrzydło samca (n=11) ma długość 46–51,5 mm, samicy (n=6) 46,5–49 mm. Skok u 7 samców mierzył 13,38–15,5 mm, u jednej samicy 15,43 mm. Masa ciała (płeć badanego osobnika nieznana) od 19,8 do 20,2 grama.
Dymorfizm płciowy słabo zaznaczony. U dorosłego samca większość wierzchu ciała pokrywają pióra koloru oliwkowobrązowego. Na kuprze barwa przechodzi w jasnożółtą, by na pokrywach nadogonowych z powrotem stać się oliwkowobrązową. Szarobrązowe sterówki posiadają oliwkowe chorągiewki zewnętrzne. Wierzch głowy jaskrawy, pomarańczowoczerwony, pokrywają go po bokach czarne pasy, zbiegające się za jaskrawą plamą; nieco czerni widać również na karku. Na czole występuje obszar bardzo jaskrawych żółtych piór, ograniczony jednak do obszaru tuż przy dziobie. Większa część skrzydeł przybiera barwę od jasnobrązowej po szarawą, na części pokryw bardziej oliwkową. Na średnich i dużych pokrywach skrzydłowych można dostrzec białe końcówki. Krawędzie części lotek I rzędu oraz te lotek II i III rzędu oliwkowe. Gardło i przód głowy oliwkowozielone, w porównaniu do grzbietu jedynie nieznacznie bardziej żółtawe. Od górnej piersi w tył, poprzez brzuch po pokrywy podogonowe, pióra stają się coraz bardziej żółte. Pokrywy podskrzydłowe od kremowożółtych po niemal białe. U samicy czoło i przednia część wierzchu głowy ciemne, oliwkowobrązowe; obszar pomarańczowoczerwony ograniczony jest do tyłu wierzchu głowy, gdzie przemieszany jest z czarnymi piórami. Mimo że te ograniczone są do boków tej jaskrawej plamy, to nie tworzą dwóch wyraźnych pasków, jak u samca. Kuper bardziej matowy. Białe obwódki pokryw skrzydłowych węższe.

## Zasięg występowania
Endemit Brazylii. Prawdopodobnie endemiczny dla stanu São Paulo, dokładnie północnych okolic miasta São Paulo. BirdLife International szacuje ten obszar na 3 km² i zaznacza, że gatunek prawdopodobnie wymarł. Domniemane występowanie w stanie Espírito Santo oparte jest na relacji, jak określa autor, stale zawodnego, Augusto Ruschiego. Z drugiej strony część obserwacji Jean-Théodore Descourtilza – od którego pochodzą niektóre informacje dotyczące bławatniczka – była przeprowadzona właśnie w Espírito Santo i możliwe, że wspomniany gatunek występował dawniej w tym stanie. W muzeach znajduje się około 55 okazów gatunku; miejsca, gdzie zebrano te okazy, skupione są w okolicach (także dalszych) miasta São Paulo, leżą na wysokości 150–900 m n.p.m. Miejsce ponownego odkrycia (w 1996) znajduje się w górach Serra dos Órgãos, poniżej Teresópolis (550 m n.p.m.). Od 1996 gatunek stwierdzano także w okolicach Ubatuba.

## Ekologia
Bławatniczek występuje w regionie Mata Atlântica, zarówno w lasach pierwotnych, jak i wtórnych. Uczęszcza także do zadrzewień w opuszczonych dawnych miejscach wycinki, a raz widziany był w zakrzewieniu. Co do głosu nie ma całkowitej pewności. Jedno z doniesień mówi o podobnym do wróblego ćwierknięciu, zaś drugie o wydawanym przez oba ptaki z pary głośnym dźwięku, opisanym jako krótki, ochrypły (także: szorstki) i zaprzeczający. Na temat zachowania bardzo mało danych. Przypuszczalnie bławatniczek przebywa parami, w środkowych warstwach roślinności. Żywi się jagodami, owocami i owadami (co potwierdzają także badania zawartości żołądka). Zdobyczy szuka pośród oplątew (Tillandasia), w mniejszym stopniu jednym z gatunków rodzaju Acnistus i/lub Bassovia lucida. Descourtilz pisze, że C. cristata żywi także się owocami Acnistus arborescens, przynajmniej sezonowo. W przeciwieństwie do treści wczesnych przekazów, dwa osobniki zaobserwowane w 1996 były niezwykle trudne do dostrzeżenia pośród epifitów.

### Lęgi
O lęgach brak danych. Z około 55 okazów muzealnych dwa to młodociane samce, które odłowiono w styczniu i maju. Dwa inne samce, zebrane w styczniu i czerwcu, miały małe jądra, co wskazuje na to, że nie były wtedy w trakcie sezonu lęgowego.

## Status i zagrożenia
Przez IUCN gatunek jest klasyfikowany jako krytycznie zagrożony wyginięciem (CR, Critically Endangered) nieprzerwanie od 1994 (stan na 2020). Gatunek od momentu opisania w 1818 roku nie był pospolity, o czym świadczy fakt, że przez cały XX w. miało miejsce tylko kilka zasłyszanych i niepotwierdzonych obserwacji. W 1996 bławatniczek został ponownie odkryty, jednak była to jedyna pewna obserwacja do 2015 roku. W 2006 obserwowano ptaki, które zdawały się należeć do C. cristata, jednak nie są to pewne obserwacje.
Obserwacje z 1996 przeprowadzono na krańcu obszarów objętych Parkiem Narodowym Serra dos Órgãos. Gatunek jest chroniony na mocy prawa brazylijskiego. Według BirdLife International gatunek jest na skraju wymarcia, a pozostała przy życiu populacja jest nie większa niż 50 osobników. Zagrożeniem jest wycinka lasów. Dawniej prowadzono ją celem pozyskania terenów pod kopalnie złota i diamentów, a także plantacje kawy. Jeśli bławatniczek prowadzi migracje wysokościowe, brak lasów poniżej 1000 m n.p.m. na wymienionym zasięgu również może przyczynić się do wymarcia.